# Rezeption (Politik)
Rezeption bezeichnet in der politischen Wissenschaft die Aufnahme und Bewertung von Personen, Ideen oder politischen Maßnahmen durch die Öffentlichkeit, Medien und politische Akteure. Dieser Prozess umfasst die Wahrnehmung, Interpretation und Reaktion auf politische Handlungen und deren Auswirkungen auf die Gesellschaft. Die Rezeption kann sowohl positive als auch negative Bewertungen umfassen und ist entscheidend für die politische Kommunikation und das öffentliche Bild von Politikern.